# Festival Internacional de Cine de Berlín de 1983
La 33.ª edición del Festival de Cine de Berlín se llevó a cabo del 18 de febrero al 1 de marzo de 1983. El Oso de Oro fue otorgado ex-aequo a Ascendancy, dirigida por Edward Bennett, y La colmena, dirigida por Mario Camus.
El festival se inauguró con la exhibición de la película Tootsie, de Sydney Pollack, fuera de concurso.
La retrospectiva titulada Exilio. Seis Actores de Alemania estuvo dedicada a los actores alemanes y austríacos Wolfgang Zilzer, Curt Bois, Dolly Haas, Francis Lederer, Elisabeth Bergner y Hertha Thiele, que fueron forzados a dejar Alemania debido al gobierno nazi.

## Jurado
Las siguientes personas fueron escogidas para el jurado de esta edición:
- Jeanne Moreau, actriz francesa - Presidenta
- Alex Bänninger, publicista y escritor suizo
- Franco Brusati, dramaturga y cineasta italiano
- Elem Klimov, cineasta soviético
- Ursula Ludwig, actriz alemana
- Kurt Maetzig, cineasta alemán
- Joseph L. Mankiewicz, director y productor estadounidense
- Franz Seitz, director de cine alemán
- Huang Zongjiang, escritor chino

## Películas en competición
La siguiente lista presenta a las películas que compiten por Oso de Oro:
| Título en español                   | Título original                     | Director(es)                   | País           |
| ----------------------------------- | ----------------------------------- | ------------------------------ | -------------- |
| Ascendancy                          | Ascendancy                          | Edward Bennett                 | Reino Unido    |
| Hakkâri'de Bir Mevsim               | Hakkâri'de Bir Mevsim               | Erden Kıral                    | Turquía        |
| La Belle captive                    | La Belle captive                    | Alain Robbe-Grillet            | Francia        |
| Cap Canaille                        | Cap Canaille                        | Juliet Berto, Jean-Henri Roger | Francia        |
| La colmena                          | La colmena                          | Mario Camus                    | España         |
| Der er et yndigt land               | Der er et yndigt land               | Morten Arnfred                 | Dinamarca      |
| Der Stille Ozean                    | Der Stille Ozean                    | Xaver Schwarzenberger          | Austria        |
| Dies rigorose Leben                 | Dies rigorose Leben                 | Vadim Glowna                   | RFA            |
| Pra Frente, Brasil                  | Pra Frente, Brasil                  | Roberto Farias                 | Brasil         |
| Hécate                              | Hécate                              | Daniel Schmid                  | Suiza          |
| Himala                              | Himala                              | Ishmael Bernal                 | Filipinas      |
| Neúplné zatmení                     | Neúplné zatmení                     | Jaromil Jireš                  | Checoslovaquia |
| En la ciudad blanca                 | Dans la ville blanche               | Alain Tanner                   | Suiza          |
| Vlyublyon po sobstvennomu zhelaniyu | Vlyublyon po sobstvennomu zhelaniyu | Sergey Mikaelyan               | URSS           |
| The Mission                         | فرستاده                             | Parviz Sayyad                  | EE. UU., RFA   |
| Pauline en la playa                 | Pauline à la plage                  | Éric Rohmer                    | Francia        |
| Locura de mujer                     | Heller Wahn                         | Margarethe von Trotta          | RFA            |
| Mo sheng de peng you                | 陌生的朋友                          | Lei Xu                         | China          |
| Cuando fuimos campeones             | That Championship Season            | Jason Miller                   | EE. UU.        |
| Utopia                              | Utopia                              | Sohrab Shahid-Saless           | RFA            |
| Via degli specchi                   | Via degli specchi                   | Giovanna Gagliardo             | Italia         |
| The Vulture                         | The Vulture                         | Ferenc András                  | Hungría        |
| Yaju-deka                           | Yaju-deka                           | Eiichi Kudo                    | Japón          |

### Fuera de competición
| Título en español      | Título original        | Director(es)                    | País    |
| ---------------------- | ---------------------- | ------------------------------- | ------- |
| De vlaschaard          | De vlaschaard          | Jan Gruyaert                    | Bélgica |
| Echtzeit               | Echtzeit               | Hellmuth Costard y Jürgen Ebert | RFA     |
| Das Gespenst           | Das Gespenst           | Herbert Achternbusch            | RFA     |
| In the King of Prussia | In the King of Prussia | Emile de Antonio                | EE. UU. |
| Klassen Feind          | Klassen Feind          | Peter Stein                     | RFA     |
| Koyaanisqatsi          | Koyaanisqatsi          | Godfrey Reggio                  | EE. UU. |
| Krieg und Frieden      | Krieg und Frieden      | Werner Schroeter                | RFA     |
| Sans Soleil            | Sans Soleil            | Chris Marker                    | Francia |
| Tootsie                | Tootsie                | Sidney Pollack                  | EE. UU. |

## Retrospectiva y Homenaje
Las siguientes películas estaban incluidas en la retrospectiva "Exile. Six Actors from Germany":
| Título en español                       | Título original                       | Director(s)          | País              |
| --------------------------------------- | ------------------------------------- | -------------------- | ----------------- |
| Mandrágora                              | Alraune                               | Henrik Galeen        | Alemania          |
| ¿Milagro?                               | Anna und Elisabeth                    | Frank Wisbar         | Alemania          |
| A Private Life                          | A Private Life                        | Mikhail Bogin        | EE. UU.           |
| Ariane, la joven rusa                   | Ariane                                | Paul Czinner         | Alemania          |
| Boykott                                 | Boykott                               | Robert Land          | Alemania          |
| Broken Blossoms                         | Broken Blossoms                       | John Brahm           | Reino Unido       |
| Atrapados                               | Caught                                | Max Ophüls           | EE. UU.           |
| Confesiones de un espía nazi            | Confessions of a Nazi Spy             | Anatole Litvak       | EE. UU.           |
| Das Boot ist voll                       | Das Boot ist voll                     | Markus Imhoof        | Suiza             |
| Das Erwachen des Weibes                 | Das Erwachen des Weibes               | Fred Sauer           | Alemania          |
| Das häßliche Mädchen                    | Das häßliche Mädchen                  | Hermann Kosterlitz   | Alemania          |
| Der Fürst von Pappenheim                | Der Fürst von Pappenheim              | Richard Eichberg     | Alemania          |
| El botones del hotel Dalmasse           | Der Page vom Dalmasse-Hotel           | Victor Janson        | Alemania          |
| Der Pfingstausflug                      | Der Pfingstausflug                    | Michael Günther      | Alemania          |
| Der träumende Mund                      | Der träumende Mund                    | Paul Czinner         | Alemania          |
| La caja de Pandora                      | Die Büchse der Pandora                | Georg Wilhelm Pabst  | Alemania          |
| Die unverbesserliche Barbara            | Die unverbesserliche Barbara          | Lothar Warneke       | RFA               |
| La maravillosa mentira de Nina Petrovna | Die wunderbare Lüge der Nina Petrowna | Hanns Schwarz        | Alemania          |
| Labios soñadores                        | Dreaming Lips                         | Paul Czinner         | Reino Unido       |
| Ein Polterabend                         | Ein Polterabend                       | Curt Bois            | RFA               |
| Ein steinreicher Mann                   | Ein steinreicher Mann                 | Steve Sekely         | Alemania          |
| Enemy of Women                          | Enemy of Women                        | Alfred Zeisler       | EE. UU.           |
| La señorita Elsa                        | Fräulein Else                         | Paul Czinner         | Alemania          |
| Herr Puntila und sein Knecht Matti      | Herr Puntila und sein Knecht Matti    | Alberto Cavalcanti   | Austria           |
| Hitler's Madman                         | Hitler's Madman                       | Douglas Sirk         | EE. UU.           |
| Hotel Berlin                            | Hotel Berlin                          | Peter Godfrey        | EE. UU.           |
| Yo confieso                             | I Confess                             | Alfred Hitchcock     | EE. UU.           |
| Insel im See                            | Insel im See                          | Wolfgang Münstermann | RFA               |
| Kleines Mädel – großes Glück            | Kleines Mädel – großes Glück          | E. W. Emo            | Alemania          |
| Kuhle Wampe oder Wem gehört die Welt    | Kuhle Wampe oder Wem gehört die Welt  | Slatan Dudow         | Alemania          |
| El teniente del amor                    | Liebeskommando                        | Géza von Bolváry     | Alemania          |
| Corrupción en el internado              | Mädchen in Uniform                    | Leontine Sagan       | Alemania          |
| Mutterliebe                             | Mutterliebe                           | (desconocido)        | Alemania          |
| Amante o marido                         | Nju – Eine unverstandene Frau         | Paul Czinner         | Alemania          |
| Razzia in Sankt Pauli                   | Razzia in Sankt Pauli                 | Werner Hochbaum      | Alemania          |
| Reifende Jugend                         | Reifende Jugend                       | Carl Froelich        | Alemania          |
| Scampolo, ein Kind der Straße           | Scampolo, ein Kind der Straße         | Hans Steinhoff       | Alemania, Austria |
| Así es la vida                          | Takový je život                       | Carl Junghans        | Checoslovaquia    |
| Stolen Life                             | Stolen Life                           | Paul Czinner         | Reino Unido       |
| Diario de una camarera                  | The Diary of a Chambermaid            | Jean Renoir          | EE. UU.           |
| The Man I Married                       | The Man I Married                     | Irving Pichel        | EE. UU.           |
| El derecho a la felicidad               | The Pursuit of Happiness              | Alexander Hall       | EE. UU.           |
| Voice in the Wind                       | Voice in the Wind                     | Arthur Ripley        | EE. UU.           |
| Zuflucht                                | Zuflucht                              | Carl Froelich        | Alemania          |

## Palmarés
Los siguientes premios fueron entregados por el jurado profesional:
- Oso de Oroː 
  - Ascendancy de Edward Bennett
  - La colmena de Mario Camus
- Oso del Plata, Gran Premio del Jurado: Hakkâri'de Bir Mevsim de Erden Kıral
- Oso de Plata a la mejor dirección: Éric Rohmer por Pauline en la playa
- Oso de Plata a la mejor interpretación femenina: Yevgeniya Glushenko por Vlyublyon po sobstvennomu zhelaniyu
- Oso de Plata a la mejor interpretación masculina: Bruce Dern por Cuando fuimos campeones
- Oso de Plata a una carrera: Xaver Schwarzenberger por Der stille Ozean
- Mención especial:
  - Mo sheng de peng you de Lei Xu
  - Der er et yndigt land de Morten Arnfred
  - Dies rigorose Leben de Vadim Glowna

### Premios independientes
- Premio FIPRESCI:
- Pauline en la playa de Éric Rohmer
- Hakkâri'de Bir Mevsim de Erden Kıral